# Insulte
 (janvier 2009).
Si vous disposez d'ouvrages ou d'articles de référence ou si vous connaissez des sites web de qualité traitant du thème abordé ici, merci de compléter l'article en donnant les références utiles à sa vérifiabilité et en les liant à la section « Notes et références ».

Insultes représentées dans la bande-dessinée.

Une insulte est un état, expression, ou souvent comportement, considéré comme péjoratif, dégradant ou offensif. Les insultes peuvent être intentionnelles ou accidentelles.

## Origines et étymologie
Le mot « insulte » (du latin insultare : sauter sur, dans, contre) apparaît d'abord sous la forme « insult », (1380) au sens de « soulèvement, sédition », sans doute emprunté au latin médiéval insultus, « assaut, attaque » (avant 1125) désigne l'action d'offenser, blesser oralement intentionnellement ou accidentellement. Aujourd'hui le terme est couramment employé au sens d'acte ou de parole qui vise à outrager, ou qui constitue un outrage. Les notions connexes sont celles d'injure, d'offense, de blasphème, de sacrilège, d'invective, de sacre (au Québec).

## Contre-valeur et atteinte
L’insulte exprime toujours le contraire d’une valeur, l’insulte, quand elle est intentionnelle, est négation de ce qui compte aux yeux de celui qui la profère.

### Transgression première
Pour envisager l'insulte comme transgression première, il faut se référer à la notion connexe d'injure : où juris renvoie au droit et à sa violation dans l'injure. C'est donc une atteinte à la loi. Quelle loi ? Celle du langage juste, celui que tout parent apprend à son enfant. En lui interdisant les « gros mots ». Avant même de viser l'autre dans la relation interpersonnelle pour devenir insulte et donc « assaut », attaque, l'enfant expérimentera le plaisir de la transgression du langage « propre » en osant dire « merde ». Ce mot-là intervient après le « caca » qui était un stade perçu comme normal par les parents. C'est plus tard, vers quatre ou cinq ans que l'enfant va découvrir le pouvoir particulier procuré par l'usage de ce type de mots. En fait, l'injure n'est sans doute pas le terme exact ici, car l'injure s'adresse bien à quelqu'un qu'on injurie, un petit autre ou un grand Autre (le langage, les dieux, la norme sociale). Mais quand on se cogne dans une porte et qu'on dit « bordel de dieu ! » on jure plus qu'on injure et la notion correcte serait celle de juron. L'enfant de quatre ans qui joue seul dans sa chambre avec ses jouets dira « merde » et « bordel » à son jeu de construction :
- pour le plaisir de transgresser la norme édictée par le parent comme « grand Autre » du langage ;
- pour décharger son agressivité à travers l'usage de mots interdits.

Evelyne Larguèche, propose la théorisation suivante de l'injure : La scène de l'injure : un injurieur, celui qui dit l'injure ; un injuriaire, celui à qui s'adresse l'injure mais qui n'est pas nécessairement l'objet de l'injure, et un injurié qui joue office de « référent ». Elle parle dans ce cas d'« injure référentielle ». Lorsque injuriaire et injurié sont la même personne, elle nomme cette situation injure interpellative. Elle propose ensuite une catégorisation selon les effets visés par l'injurieur qu'elle classe en deux catégories : - Les injures qui visent à blesser l'injurié et celles qui visent à choquer l'injurié et/ou les témoins de la scène de l'injure. Elle insiste ensuite sur les places sociales occupées par les protagonistes, jeux de places qui rendront possibles ou impossible toute répartie pour l'injurié selon que la relation est paritaire ou fortement hiérarchique.

### Insultes sur l'identité

#### Raciales
L'identité est le paradoxe de l'idem et de l'ipse : être identique (à un groupe) et ipse : être singulier, autrement dit, se distinguer du groupe. L'insulte joue surtout sur le registre de l'idem pour attaquer l'ipse : « Tu n'es pas comme nous. Gros débile ! Tu es différent, sale blanc, sale nègre, sale juif, sale Français, chien d'infidèle, sale goy, sale travelo… » Dans ces exemples, le locuteur de l'insulte confirme son appartenance au « bon » groupe en mettant à distance le groupe de l'autre perçu comme « mauvais objet » au sens de la psychanalyste Melanie Klein.

#### Personnelles
L'insulte est une contre-valeur, elle vise l'identité du destinataire. L'identité et plus spécifiquement l'estime de soi, se fonde sur les sentiments de valeur et de compétence personnelles. Une des premières insultes dans la bouche de l'enfant : « c'est nul, il est nul celui-là » nul = sans valeur. Puis viennent les « débiles ! » et autres « con ! », « fada ! », « gogol ! » (ou « épais », « niaiseux » au Québec) dans la cour de récréation. On est à l'école, et la compétence c'est l'intelligence mais aussi la conformité aux normes groupales, d'où tout un registre d'insultes spatialement situées et désignant le lieu où l'on enferme les « hors-norme » privés de raison : « On va te mettre à Sainte-Anne », à Charenton où tout autre hôpital psychiatrique selon le secteur où vivent les protagonistes.

### Danger de «proférance identitaire»
Proférer, c'est faire exister quelque chose par un « acte de langage ». Pour John Langshaw Austin, théoricien du langage, « dire c'est faire », c'est agir sur la réalité par les mots qu'on emploie. Un exemple classique de proférance ou d'énoncé performatif se trouve dans la phrase du maire qui dit : « Je vous déclare unis par les liens du mariage ». Cette phrase ne constate pas des faits, elle fait advenir une réalité : le couple marié. L'insulte conçue comme énoncé performatif porterait donc le risque de faire exister l'insulté selon la catégorie utilisée par l'insulteur. Plus l'insulté est « pris dans le langage » au sens lacanien : il est dans le langage sans avoir conscience qu'il est dans le langage, plus le risque de s'aliéner dans la parole de l'autre est grand. (voir le Schéma L).

## Situations propices
La situation la plus propice à l'insulte est, selon la loi du talion, lorsque l'on nous insulte. De plus, en société, il est parfois bien vu d'insulter une personne mal aimée afin de se faire apprécier des autres convives. L'insulte devient alors un instrument d'ascension sociale. Au contraire, dans certains pays d'Afrique, la parenté à plaisanterie permet de ritualiser l'insulte. On appelle « appropriation du stigmate » le fait de retourner une insulte en termes valorisé. Voir négritude et queer.

## Droit
En droit français, l'insulte fait l'objet de sanctions pénales lorsqu'elle est commise contre une personne chargée d'une mission de service public. On parle alors d'« outrage à agent public ». Il ne concerne que des insultes commises de manière non publique. Une insulte publique est une infraction de presse.

## Insulte rituelle
L'insulte rituelle est une joute verbale dans laquelle des individus s'insultent de manière caricaturale. Le gagnant est celui qui aurait été le plus imaginatif, original et constructif. Les insultes sont tellement amplifiées qu'elles ne peuvent être prises personnellement. Celui ayant reçu le plus d'applaudissement est désigné comme gagnant. Dans la culture du rap, les « dozens » sont des improvisations poétiques de joutes avec insultes dans les ghettos Afro-Américains.

## Insultes couramment employées
Les insultes sont souvent précédées d'adjectifs tels que vieux, jeune, sale ou gros. Pour le Québec, on peut ajouter maudit ainsi que quelques sacres comme crisse de ou ostie de (jugés particulièrement offensants).
Les insultes peuvent appartenir au caractère sexuel ou raciste. Leur emploi oral ou écrit est alors puni par la loi du 29 juillet 1881 sur la liberté de la presse, en France.

### Dans l'Antiquité
L'insulte en tant qu'injure, offense, a toujours existé. Pour insulter un ennemi, on se rendait sur la tombe de l'ennemi, que l'on piétinait. Egisthe est représenté par Euripide foulant la tombe d'Agamemnon pour ainsi insulter sa mémoire. À Rome tout comme en Grèce antique, l'insulte d'homosexualité est attestée, l'insulte d'efféminement également. Au chant I de l'Iliade, qui traite entre autres de la querelle entre les rois Agamemnon et Achille, ce dernier est insulté de « sac à vin », d'« Homme à l'œil de chien », « au cœur de cerf ». Hélène s'insulte plusieurs fois de chienne. Déjà alors, les animaux sont utilisés pour caractériser l'insulte proférée. Dans les Caractères de Théophraste, où la médisance est définie comme une « tendance à dire du mal d'autrui », l'insulte en fait partie, puis utilise également l'image du chien pour caricaturer une femme qu'il sous-entend être une prostituée.
Les histoires drôles présentes dans le Philogelos, recueil daté du IIIe siècle av. J.-C., démontrent que les insultes relatives à l’infirmité physique ont également cours.